# 北川 (東京都)
北川（きたかわ）は、東京都の主に東村山市を流れる準用河川。荒川水系柳瀬川の支流である。

## 地理
東京都東大和市の多摩湖に源を発し、東京都立狭山自然公園内から東方向へ流れ、八国山緑地の麓にある北山公園の南側を沿りながら埼玉県所沢市との境の柳瀬川の二瀬橋付近で柳瀬川に合流する。流域は武蔵野台地上に位置する。

## 支流など
- 前川
- 宅部池（やけべいけ、通称：たっちゃん池）

## 橋梁
下流より記載
- 勝陣場橋
- 名称不明
- 将陣場橋
- 山下橋
- 平成橋
- やよい橋
- 保生橋（八国山通り）
- 西武西武園線
- 善行橋
- 関場橋
- 名称不明
- 大関橋
- 堺橋
- 宅部遺跡橋
- 名称不明
- 宅部橋
- （人道橋）
- 日向橋 - 橋の南詰に赤坂の庚申塔がある。
- 西武多摩湖線
- 瀧見橋 - 狭山公園内